# Качество на живот (здравеопазване)
Качеството на живот в контекста на здравеопазването е оценка на благосъстоянието на даден пациент или липсата му, което се повлиява във времето от определено заболяване, инвалидност или нарушение на определени физически спобособности. Включва всички емоционални, социални и физически аспекти от живота на личността.

## Измерване
Ранните разбирания за качество на живота в контекста на здравеопазването са свързани с просто оценяване на физическите способности на пациента от страна на външнен наблюдател (например, дали пациентът може сам да става от леглото, да се храни и да обслужва хигиенните си нужди без помощ от други лица), както и отделни измервания (например, ъгъла, до който може да се сгъне определена става на крайник).
Съвременните разбирания за качество на живота в контекста на здравеопазването отчита, че пациентите възприемат актуалното си здравословно състояние в светлината на личните си очаквания. Те могат да варират във времето и пациентите могат да реагират на външни влияния като продължителност и степен на заболяването, подкрепа от семейството и други. Както и в други ситуации, към които съществуват различни гледни точки, е установено, че и при измерване качеството на живота оценката за една и съща обективна ситуация от страна на пациенти и на лекари се различава значително. Вследствие, качеството на живота днес обикновено се оценява, използвайки пациентски въпросници, които оценяват от различни страни физическите, социалните, когнитивните, свързаните с работата и ролята в живота аспекти, както и широк кръг симптоми, свързани със заболяването, страничните ефекти от терапията и дори финансовото изражение на медицинското състояние. Въпреки че понякога се ползват взаимозаменяемо, измерването на здравния статус на пациента и измерването на качеството на живота му са различни понятия.
Тъй като здравословните проблеми могат да окажат влияние на най-основните аспекти от ежедневието (например: дишане без затруднение, качество на съня, изхвърляне на физиологичните отпадъци, самостоятелно хранене, обличане и други), специалистите по здравни грижи са въвели понятието дейности от ежедневния живот (на английски: activities of daily living, ADLs), както и понятието инструментални дейности от ежедневния живот (на английски: instrumental activities of daily living, IADLs), с което се означават дейности, които не са необходими за фундаменталното функциониране, но позволяват на лицето да функционира в рамките на една група от хора. Инструменталните дейности от ежедневния живот включват: домакинска работа, приготвяне на храна, вземане на медикаменти по схема, управление на парите, пазаруване, работа с телефон и използване на технологии. Така анализирани и класифицирани дейностите помагат поне частично да се обективизира качеството на живот. Елементът на субективност не може напълно да се премахне, но измерването и комуникацията могат да се подобрят с въвеждане на конкретни показатели.